# Southern Pacific Railroad de Mexico

Mapa del Southern Pacific Railroad en 1918.

El Southern Pacific Railroad Mexico era una subsidiaria ferroviaria de Southern Pacific Railroad, que operaba desde Nogales, Sonora, hasta Mazatlán, Sinaloa. El Ferrocarril de Sonora fue construido por el Ferrocarril de Atchison, Topeka y Santa Fe entre 1879 y 1882. En 1898, Santa Fe arrendó el Ferrocarril de Sonora al Pacífico Sur a cambio de la línea de este último ferrocarril desde Needles hasta Mojave, California. Este acuerdo continuó hasta diciembre de 1911, cuando Southern Pacific compró tanto el Ferrocarril de Sonora como el de Nuevo México y Arizona. En junio siguiente, el Ferrocarril de Sonora pasó a formar parte del Southern Pacific Railroad Mexico.
La línea principal recorría 1,762 kilómetros desde la ciudad sonorense de Nogales, justo al otro lado de la frontera con Arizona, hasta la ciudad de Guadalajara, deteniéndose en varias ciudades y pueblos portuarios del noroeste a lo largo del camino. Propiedad de la Southern Pacific Company, que operaba un sistema ferroviario altamente rentable al norte de la frontera, el SP de Mex transportó millones de pasajeros, así como millones de toneladas de carga a lo largo de los años, tanto dentro de México como a través de su frontera norte. Daniel Lewis informa que rara vez obtuvo ganancias y sostiene que los ejecutivos de SP, instados por los medios de comunicación de la época, operaron con un imperialismo reflexivo que mantuvo a la empresa comprometida con el ferrocarril mucho después de que dejó de tener sentido comercial. Fue vendido al gobierno mexicano en 1951, convirtiéndose en el Ferrocarril del Pacífico.

## Operaciones de pasajeros
Hasta mediados del siglo XX operó varios trenes locales y mixtos, además del siguiente tren nocturno de larga distancia:
- El Costeño: (Nogales-Guadalajara-Ciudad de México) con servicio coordinado con el tren Argonaut de Southern Pacific Railroad a Los Ángeles

El tren pasó a llamarse El Yaqui en 1949, y un autobús reemplazó la sección entre Tucson y Nogales. Cuando el SP de México fue absorbido por el Ferrocarril de Pacífico, El Yaqui tomó los números 1 en dirección norte y 2 en dirección sur.